# IVe siècle av. J.-C.
Voir aussi : Liste des siècles, Chiffres romains
Le IVe siècle av. J.-C. commence le  1er janvier 400 av. J.-C. et finit le 31 décembre 301 av. J.-C.

## Évènements

### Afrique
- 404-343 av. J.-C. : dernières dynasties indépendantes en Égypte[1]. XXVIIIe dynastie, XXIXe dynastie (399-380 av. J.-C.) et XXXe dynastie (380-341 av. J.-C.)[2]. Début de l'édification des temples situés sur l'Ile Philæ[3].
- Vers 380 av. J.-C. : les preuves les plus anciennes de l’élevage de bovins en Afrique australe ont été découvertes à Salumano, en Zambie[4].

- 342-332 av. J.-C. : XXXIe dynastie ; seconde domination perse de l’Égypte[1].
- 333-332 av. J.-C. : conquête de l’Égypte par Alexandre le Grand[1]. Période macédonienne (332-305 av. J.-C.).
- 305 av. J.-C. : début de la dynastie lagide[3].

- Fondation des comptoirs phéniciens d'Ikosim sur le site d'Alger[5] et de Ruspina sur le site de Monastir[6].

- Apparition de la métallurgie du fer dans le royaume nubien de Méroé[7].
- Émergence du royaume d'Aksoum (IVe – IIe siècles av. J.-C.)[8]. Les Sabéens, Minéens et Homérites arrivent des royaumes de l’Arabie Heureuse (Yémen) entre 1000 et 400 av. J.-C.[9].

### Asie
- 475-221 av. J.-C. : période des Royaumes combattants en Chine[10]. De nombreux États du Nord se mettent à construire des murailles à leurs frontières. Cette pratique trouve son expression suprême avec la construction de la Grande Muraille édifiée après l'an 221 av. J.-C. sur plus de 1 600 km.
- 413-345 av. J.-C. : en Inde, la dynastie Shaishunâga succède à la dynastie Haryanka sur le trône du Magadha[11].
- 345-321 av. J.-C. : empire Nanda en Inde[11].
- 321 av. J.-C. : en Inde, Chandragupta Maurya renverse et tue le roi du Magadha (Bihâr) Dhana Nanda et sa famille[12]. Il fonde la dynastie des Maurya qui contrôle une grande partie de l’Inde et de l’Afghanistan actuel jusqu’en 184 av. J.-C..

### Proche-Orient
- 400-200 av. J.-C. : apogée de la ville de Saba, l’actuelle Marib, dans l’Hadramaout (Yémen)[13].
- 331-323 av. J.-C. : fondation de multiples villes portant le nom d'Alexandrie par Alexandre le Grand.
- 305 av. J.-C. : en Perse, les Séleucides succèdent aux Achéménides[3]. Après sa conquête par Alexandre le Grand, les provinces de l'ancien empire perse s'hellénisent progressivement, de nombreux Grecs s'y installent et leur culture influence profondément les domaines économique, social, philosophique mais également religieux. La communauté juive devient minoritaire en Palestine, d'autant plus que de nombreux juifs partent s'installer dans les nombreuses cités de l'empire, depuis la mer Noire jusqu'à la mer Égée, mais surtout dans la nouvelle capitale d'Alexandrie. Ces migrations prennent une telle importance qu’on les désigna sous le nom collectif de diaspora (en grec, « dispersion »).

### Europe

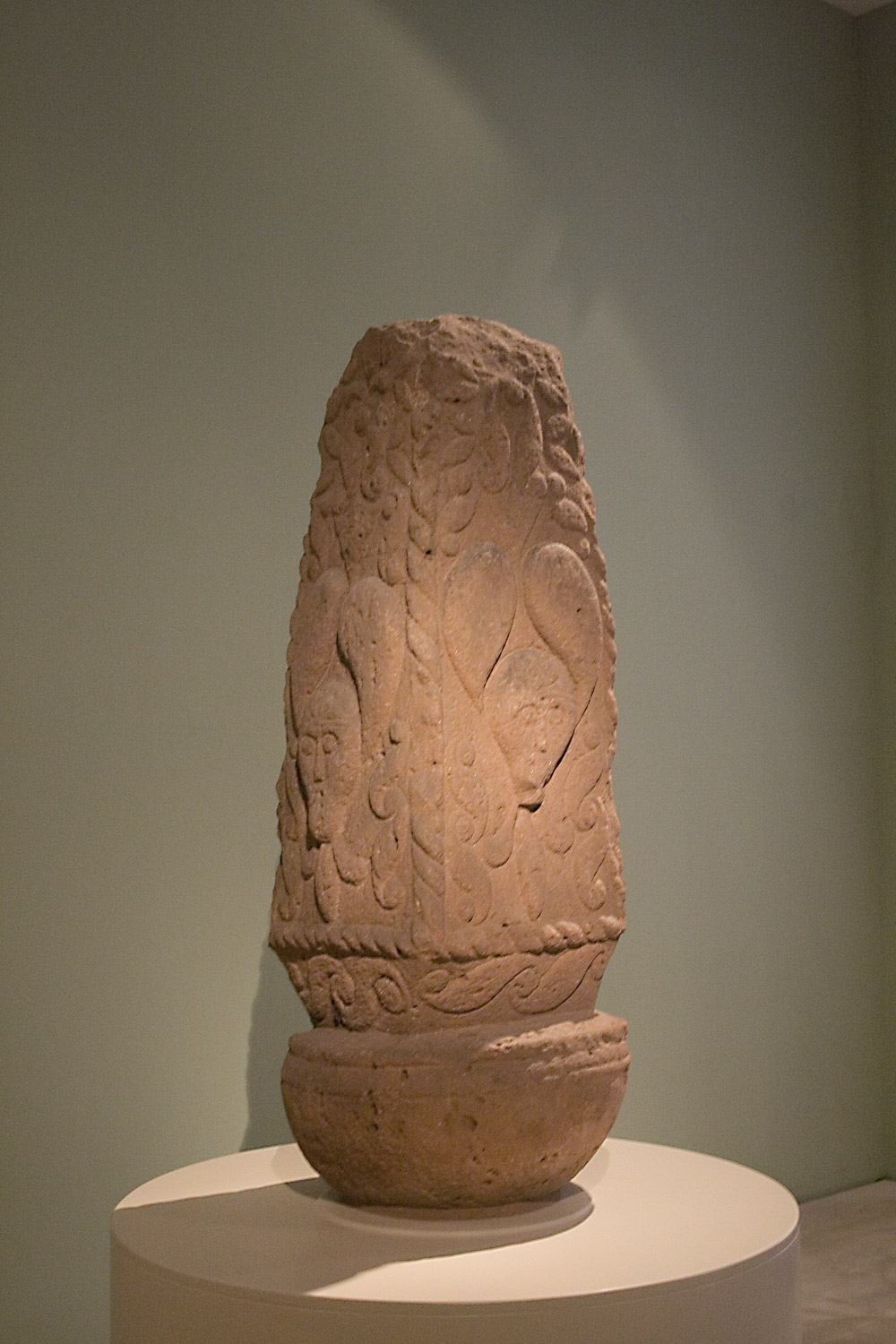
Pilier cultuel en grès de Pfalzfeld (Rhénanie), découvert en 1608, daté entre 450 et -350.

- 425-260 av. J.-C. : civilisation celtique de La Tène B[15]. Extension des Celtes, qui s’installent en Gaule cisalpine en passant par les cols des Alpes et prennent Rome en 390 av. J.-C.[16] : Lingons, Cénomans à Brescia, Vérone et Crémone, Boïens à Bologne, Sénons, arrivés les derniers, vers 350 av. J.-C. Ils se heurtent à l’est aux Vénètes qui occupent la Vénétie et le nord de l’Illyrie[17]. Une partie des Boïens s’établissent en Bohême[18]. Les Celtes occupent au IVe siècle le Nord-Ouest de la Hongrie, le sud-ouest de la Slovaquie et une partie de la Transylvanie[14]. Les Celtes de Bohême-Moravie occupent la haute Silésie et la Petite Pologne de Cracovie à la fin du siècle[19] (les sources romaines du Ier siècle av. J.-C. mentionnent le peuple celte des Cotini, en Slovaquie, spécialisé dans le travail du fer).
  - Les Viereckschanzen (en) (enclos carrés) sont des sanctuaires quadrangulaires, délimités par un ou plusieurs fossés ou une levée de terre, utilisés par les Celtes entre le IVe et le Ier siècle av. J.-C. du centre de la France jusqu’en Bohême et en Moravie. Les aménagements intérieurs, complexes, semblent n’obéir à aucune règle. Seuls les plus petits (environ 60 m de long) contiennent des vestiges de construction dans leur aire centrale réservée aux cérémonies. Des puits cultuels y sont parfois creusés[14].
- 403-371 av. J.-C. : hégémonie de Sparte sur la Grèce classique[20]. Après la guerre du Péloponnèse, si Athènes connaît une relative stabilité, de nombreuses cités grecques se déchirent entre les citoyens riches, partisans de l’oligarchie et les pauvres, qui réclament l’abolition des dettes et le partage des terres. Du fait de la misère ou des guerres civiles, le nombre de mercenaires grecs se multiplie. Ces hommes, facilement enrôlés par quiconque a de l’argent (Jason de Phères, les Phocidiens, Philippe II de Macédoine, etc.) et sinon constitués en bandes errantes vivant de pillage, constituent un important facteur d’instabilité politique.

- Vers 400-150 av. J.-C. : second âge du fer en Grande-Bretagne[21]. Les Bretons s’installent en Angleterre et en Écosse où ils se mêlent au fond ibérique (culture agraire et métallurgique attestée au IIe siècle av. J.-C.). Les Celtes Gaëls s’établissent en Calédonie et en Irlande aux dépens des Pictes au nord (Cruithnes) et les Erainn au sud[22].

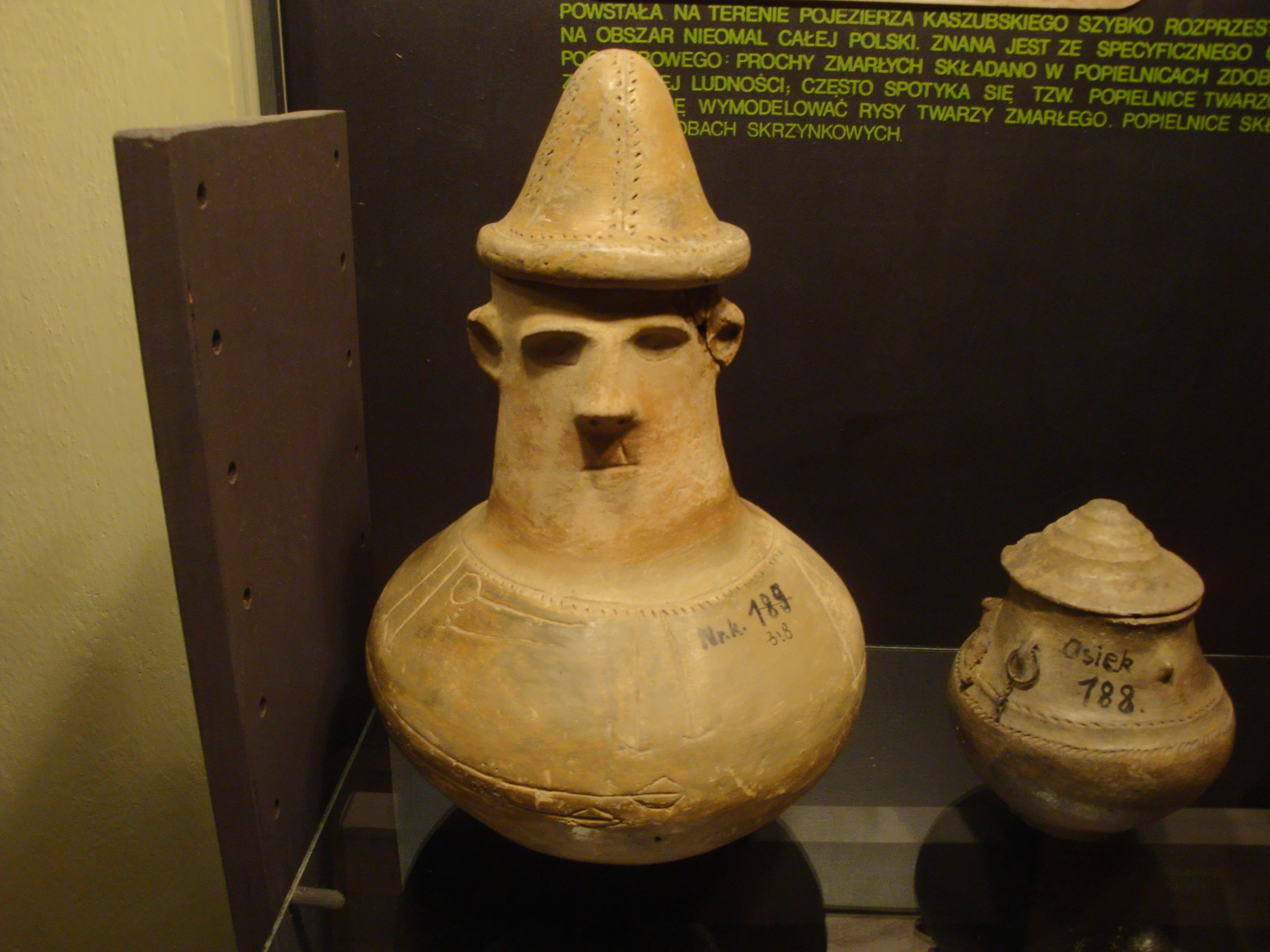
Urne à « visage », vers 500-150 av. J.-C., musée de Grudziądz, en Pologne.

- Vers 400 av. J.-C. : la culture poméranienne se diffuse à partir de la Silésie, dans la région de Poznań en Grande Pologne et dans la région de Cracovie en Petite Pologne. Issue sans doute de la précédente (600 av. J.-C.), mais influencée par les Celtes et les Illyriens, elle est caractérisée par urnes funéraires à « visages » ou à « petites maisons », qui évoquent les Étrusques[23].

- Vers 400 av. J.-C.-0 : âge du fer celtique en Scandinavie[24]. Forte influence de la civilisation celtique, surtout au Danemark. Cette influence est visible dans l’habillement (port de braies), l’onomastique, l’art et la religion. Les Scandinaves acquièrent la technologie du fer et extraient le minerai (limonite) de leurs marais (myrmalm, en suédois). Importance croissante du bateau dans tous les domaines. Le climat s’est refroidit depuis l’âge du bronze. La population est moins dense et s’appauvrit. Il n’est pas exclu qu’elle migre vers le sud. Les jardins entourant les maisons sont cernés d’une clôture. La culture du seigle et de l’avoine se répand. Des sépultures collectives (skibsaetninger) surmontées de pierres levées dessinant une coque de bateaux et pouvant contenir quelque 100 cadavres, sont utilisées à l’âge du fer.

- Vers 375-210av. J.-C. : inhumation de l’homme de Tollund, cadavre conservé dans la tourbe au Danemark. L’homme a été garrotté[25]. Ses doigts intacts suggèrent l’absence de travail manuel, donc un homme de haut rang.
- 371-362 av. J.-C. : hégémonie de Thèbes sur la Grèce classique. Domination Athénienne en Égée (371-357 av. J.-C.)[20].

- Vers 359-336 av. J.-C. : expansion du royaume de Macédoine sous le règne de Philippe II[3]. Conquête de la Thessalie, de la Thrace, hégémonie sur les cités grecques.
- 355-338 av. J.-C. : troisième et quatrième guerres sacrées : affrontement entre Athènes et Philippe II de Macédoine[20].
- 338 av. J.-C. : Rome annexe le Latium à l’issue de la guerre latine, première étape de la conquête de l’Italie avec les trois guerres samnites de 343 à 290 av. J.-C.[26]. Au IVe siècle, une nouvelle culture adaptée aux transformations de la société, est mise en place à Rome. Elle se nourrit du monde grec classique par le relais de Tarente et de Syracuse et est définie comme « koinè ». On assiste à la reprise de grandes réalisations urbanistiques, à la construction d’édifices sacrés ou publics et d’infrastructures urbaines. Les monuments commémoratifs individuels des grands généraux ou de membres de la classe dirigeante se multiplient. Les peintres et les sculpteurs représentent les narrations des Res Gestæ et les figures symboliques du statut de magistrat. Cette culture de « koiné » entre en crise dès le IIIe siècle, mais est exportée cependant dans les provinces et perdure jusqu’à l’empire.

## Personnages significatifs
- En Chine :
  - Sun Tzu, stratège militaire, auteur de L'Art de la guerre, idée reprise et adaptée par différents auteurs pour la stratégie d'entreprise et l'intelligence économique.

- En Grèce :

- - Platon (Athènes, 427 – id., 347 av. J.-C.) fonde l'Académie à Athènes.
  - Axiothée de Phlionte, philosophe académicienne.
  - Aristote (384 – 322 av. J.-C.) fonde le Lycée à Athènes.
  - Alexandre le Grand (356 – 323 av. J.-C.), roi de Macédoine, conquérant de l'Orient.
  - Théétète d'Athènes, mathématicien, travaille sur les nombres irrationnels et la construction des polyèdres réguliers (solides de Platon).
  - Timoléon, général.
  - Callippe de Cyzique, astronome à Cyzique.
  - Théopompe, orateur et historien. Dinarque, orateur du parti macédonien à Athènes.
  - Nausiphanès, philosophe atomiste de Téos. Aristippe « le Cyrénaïque », philosophe hédoniste. Zoïle, sophiste. Ménippe, philosophe et poète cynique. Phédon, disciple de Socrate.
  - Apelle, peintre et Lysippe, sculpteur, portraitistes officiels d’Alexandre le Grand.
  - Épaminondas, stratège et homme d'État thébain.
  - Philippe II, roi de Macédoine.
  - Protogénès, peintre carien à Rhodes et à Athènes. Praxitèle, sculpteur athénien, amant de l’hétaïre Phryné. Scopas de Paros, sculpteur.
  - Pythéas, explorateur massaliote, ayant découvert l'Islande
  - Eubulide de Milet, connu pour être le découvreur de paradoxes philosophiques célèbres : le paradoxe du menteur et le paradoxe sorite.
- En Égypte :
  - Néphéritès Ier (399–393)
  - Psammouthis (393)
  - Achoris (393–380)
  - Néphéritès II (380)
  - Nectanébo Ier (380–362)
  - Téos (362–360)
  - Nectanébo II (360–342)